# Dębowa Góra (województwo pomorskie)
Dębowa Góra (dodatkowa nazwa w j. kaszub. Dãbòwô Góra) – osada w Polsce położona w województwie pomorskim, w powiecie kościerskim, w gminie Lipusz.
Do końca 2015 roku stanowiła część wsi Tuszkowy.